# Sphinx de Gizeh
Pour les articles homonymes, voir Sphinx.
Le Sphinx de Gizeh est la statue thérianthrope qui se dresse devant les grandes pyramides du plateau de Gizeh, en Basse-Égypte.
Sculpture monumentale monolithique la plus grande du monde avec 73,5 mètres de longueur, 14 mètres de largeur et 20,22 mètres de hauteur, elle représente un sphinx couchant. Réalisée vers 2500 av. J.-C., elle est attribuée à Khéphren, l'un des pharaons de la IVe dynastie de l'Ancien Empire, ou à son père, Khéops.

## Étymologie
Le terme « sphinx » vient du grec ancien Σφίγξ / Sphínx qui signifie « étrangler », lui-même dérivé du sanskrit स्थग, sthag, en pali thak, signifiant « dissimulé ».
Une autre interprétation l'attribue à l'égyptien ancien Shesepânkh qui signifie « statue vivante » ou « automate ».
La statue est appelée en arabe أبو الهول, Abou al-Hôl qui signifie « le père de la terreur ».

## Description
Ses principales dimensions sont : longueur de 73,5 mètres, hauteur de 20,22 mètres, largeur maximale de 14 mètres ; hauteur de la tête 5,20 m, largeur du visage 4,15 m, largeur de la bouche seule 2,32 m, hauteur de l'oreille 1,40 m, hauteur du nez : 1,70 m. Il possède une queue enroulée à l'arrière de son corps.
Le Sphinx de Gizeh, d'une masse d'environ 20 000 tonnes, est une sculpture monumentale taillée dans un promontoire naturel de quarante mètres de hauteur dans de la roche calcaire de la formation de Mokattam (calcaire nummulitique déposé au Cénozoïque puis buriné par le Nil de meilleure qualité que les formations qui l'encadrent). Sa tête est taillée dans un piton de calcaire dur et gris sur lequel sont construites les trois pyramides, un piton qui était vraisemblablement déjà vénéré aux temps pré-pharaoniques,. Il se trouve en avant de la grande carrière qui a fourni nombre de blocs à la pyramide. Sa tête est tournée vers le levant.

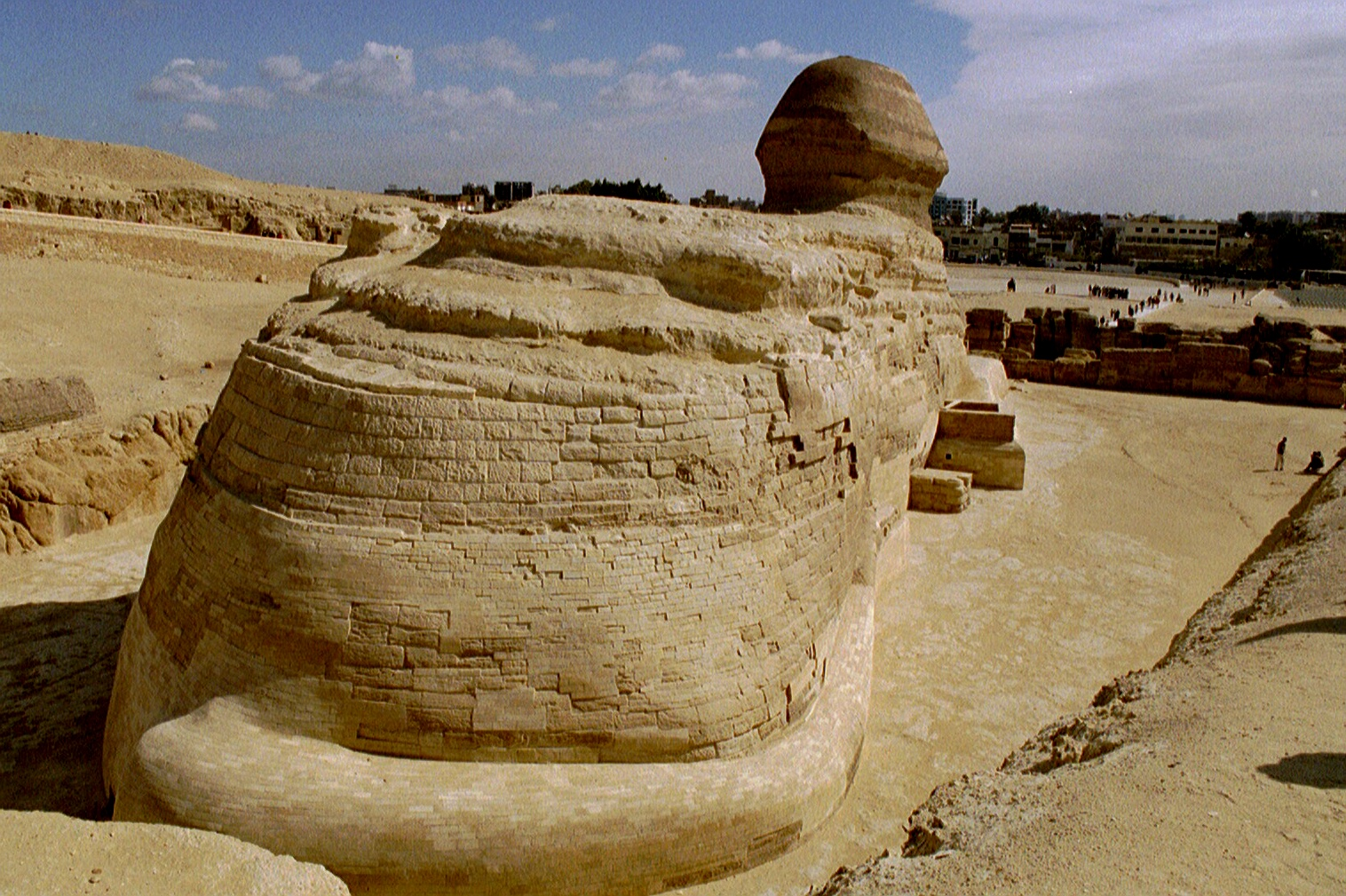
Sphinx vu par derrière avec sa queue enroulée autour de la patte arrière droite.

Le corps du Sphinx, sculpté dans la couche sous-jacente de calcaire plus tendre (il est plus précisément constitué de couches tendres et de couches relativement plus dures, d'où les marques d'érosion différentielle qui révèlent la stratification des couches dans lesquelles le sphinx a été taillé), pourrait être celui d'un lion couché, et la tête celle d'un souverain portant le némès, le front orné d'un uræus (on distingue encore l'endroit du front où celui-ci était fixé). La transition entre la tête et le corps est masquée par la coiffure. Les côtés de son corps sont flanqués de quatre piédestaux (supports en maçonnerie de construction tardive par rapport à celle du Sphinx) découverts lors du désensablement par Auguste Mariette vers 1850, l'égyptologue français mettant au jour à cette occasion les fragments d'une statue d’Osiris qui devait être installée sur le piédestal principal.
Longtemps identifié au pharaon Khéphren, fils de Khéops, son visage pourrait en fait représenter Khéops lui-même, comme l'affirme l'archéologue de l'Institut français d'archéologie orientale Vassil Dobrev. Plusieurs indices lui ont permis d'élaborer sa théorie, comme l'observation de sa coiffe, la largeur de son menton carré, la forme de ses oreilles ou sa barbe de cérémonie. Cependant, les comparaisons morphologiques et stylistiques révèlent leurs limites, la tête du Sphinx étant trop endommagée (nez absent, yeux rapiécés, bouche et oreille abîmées). Un autre argument avancé en faveur de Khéops est l'hypothèse selon laquelle les Égyptiens arrivaient de Memphis par le sud, via un canal du Nil, et observaient le profil droit du Sphinx, avec en arrière la pyramide de Khéops.
On pense que le Sphinx assurait une fonction de gardien du site, ou peut-être plus précisément du temple solaire édifié à côté de la pyramide de Khéops.

## Construction

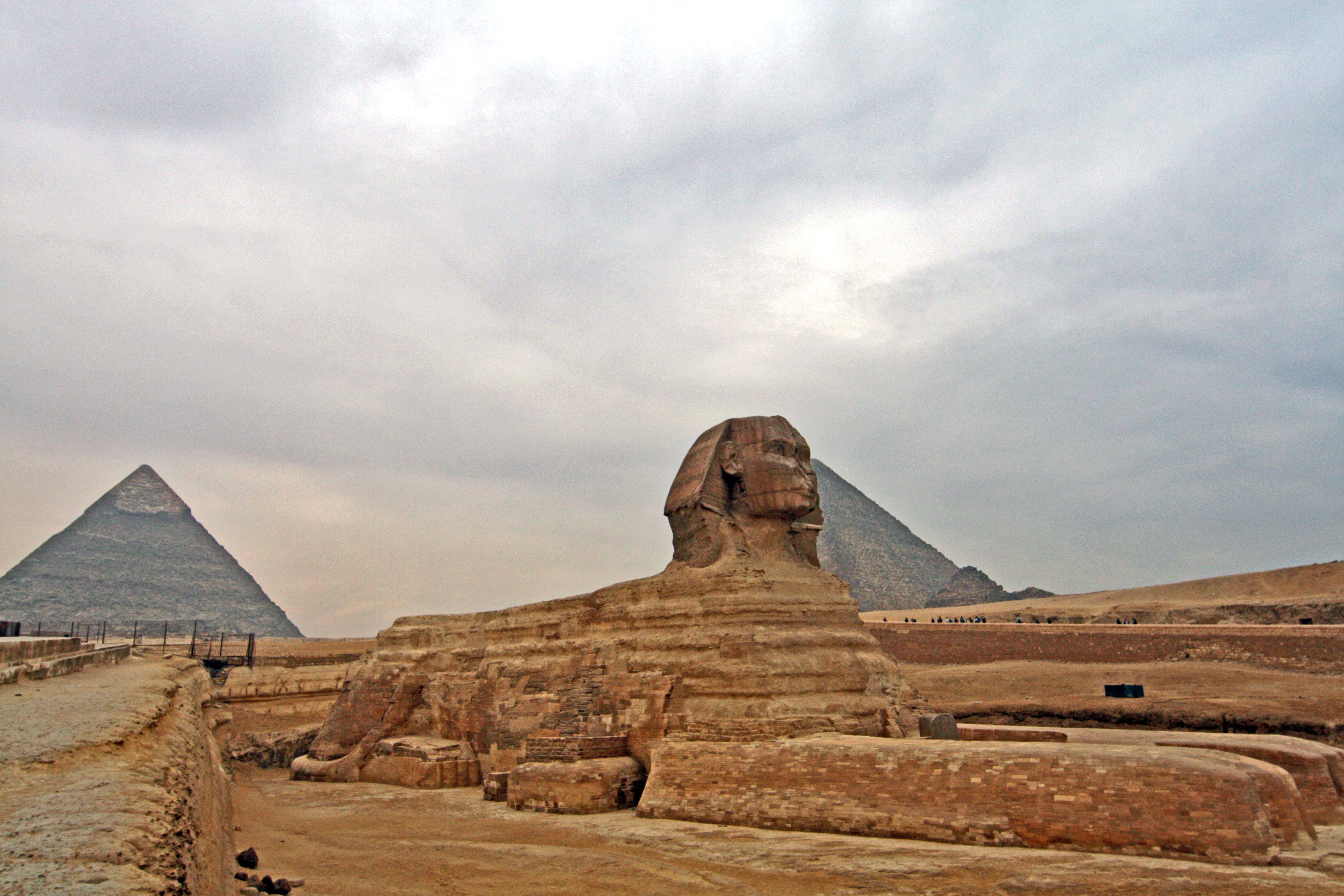
Le sphinx vu du côté sud, flanqué d'un piédestal qui supportait une statue d’Osiris.

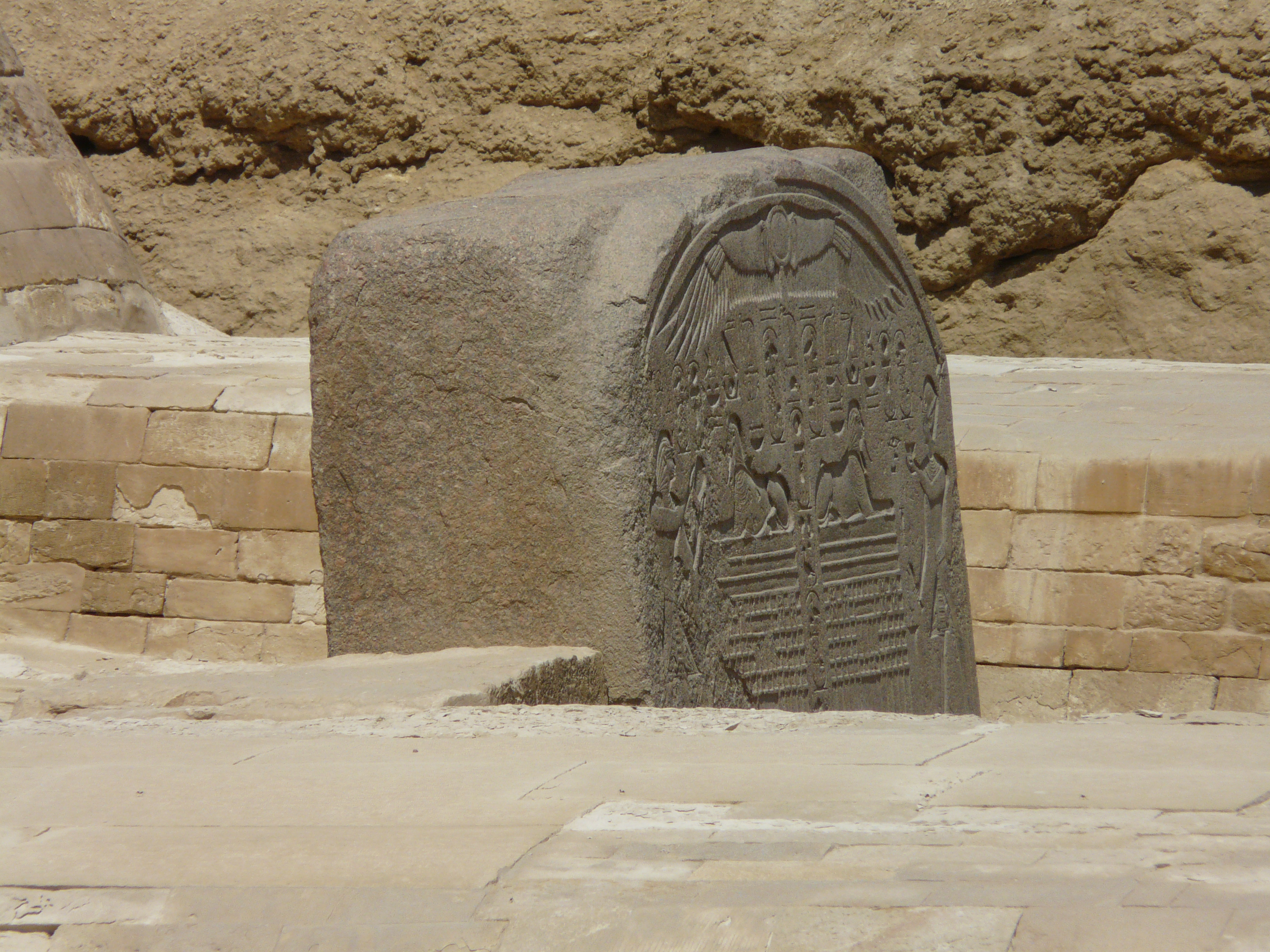
La « stèle du rêve » de Thoutmôsis IV, entre les pattes du Sphinx.

Si le corps et la tête sont taillés à même le roc (les archéologues évaluent à environ un million d'heures le temps nécessaire pour sculpter le Sphinx à l'aide de burins ou ciseaux en cuivre et des maillets en bois, ce qui correspond à un volume sculpté d'environ 765 m3), les pattes tendues ont été ajoutées en maçonnerie et des blocs de calcaire ont été apposés pour affiner le modelé du corps ou lors de différentes phases de restauration, notamment celle de Thoutmôsis IV (phase I), de la XXVIe dynastie (phase II de -664 à -525) et des Romains (phase III de -30 au IIe siècle) qui posent une couche de protection de pierre sur les pattes et les deux côtés du Sphinx. À l'origine, selon les écrits de Pline l'Ancien et les traces présentes sur le visage, le Sphinx devait être entièrement recouvert de plâtre peint, visage et corps en rouge, le némès en bleu et jaune comme il était courant de le faire sur la statuaire égyptienne. Mais les archéologues datent ces peintures d'une époque plus tardive, du Nouvel Empire, période où le Sphinx était honoré comme divinité dynastique.
L'égyptologue français Émile Baraize a trouvé aussi les fondations d'un temple (le « temple du Sphinx ») ainsi qu'une statue en pied d'un roi devant son poitrail, mais il s'agit sans doute là d'ajouts tardifs mille ans après la construction du Sphinx, tout comme la stèle de granite rose placée entre ses pattes par Thoutmôsis IV. Taillée directement dans le roc, cette « stèle du rêve » (appelée aussi « stèle du songe ») raconte le mythe du songe de Thoutmôsis IV alors qu'il était venu chasser sur le site. Le texte de la stèle est celui-ci :  
« Un jour il advint que le fils royal Thoutmôsis, qui allait se promener à l'heure de midi, se reposa à l'ombre de ce grand dieu ; la torpeur du sommeil le saisit, au moment où le soleil était à son zénith. Il s'aperçut alors que la Majesté de ce dieu auguste lui parlait, de sa bouche même, comme un père parle à son fils, disant : regarde-moi, contemple-moi, ô mon fils Thoutmôsis ; je suis ton père, Horakhéty-Khépri-Râ-Atoum ; je te donnerai la royauté sur terre, à la tête des vivants, tu porteras la couronne blanche et la couronne rouge sur le trône de Geb, le prince (des dieux). La terre t'appartiendra en sa longueur et sa largeur, et tout ce qu'illumine l'œil brillant du maître de l'Univers. (...) Voilà que maintenant le sable du désert me tourmente, le sable au-dessus duquel j'étais autrefois ; aussi hâte-toi vers moi, afin que tu puisses accomplir tout ce que je désire. »
Thoutmôsis fit désensabler le Sphinx pour satisfaire le dieu qui lui serait apparu en rêve, lui promettant en échange le trône du royaume d'Égypte. Il fit également construire une série de murs d'enceinte en briques de terre enduit de plâtre de neuf mètres de hauteur pour protéger la statue d'un nouvel ensablement. Cet événement légendaire, consigné sur la stèle, lui servit de propagande pour asseoir sa légitimité en étant associé à la postérité du Sphinx.

## Date et origine

### Estimation égyptologique
Les égyptologues situent la période de construction de cet ouvrage autour de 2500 av. J.-C. (époque à laquelle le plateau de Gizeh était une savane), ce qui correspond au règne du pharaon Khéphren, dont le Sphinx serait le portrait. Concernant le temple qui l'accompagne, Christiane Zivie-Coche montre que les lits de calcaire et les fossiles, tels qu'ils sont parfaitement visibles sur la paroi sud de la cavité qui entoure le Sphinx, se retrouvent sur les blocs ayant servi pour le gros œuvre du temple du Sphinx, voisin géographiquement et très proche architecturalement du temple de la vallée de Khéphren. Cependant, l'origine du Sphinx est remise en question depuis quelques années, notamment par l'égyptologue Rainer Stadelmann qui, reprenant une thèse plus ancienne, y voit l'œuvre du pharaon Khéops. S'appuyant sur l'analyse stylistique et archéologique, il démontre ainsi que la forme de la coiffure (némès), l'absence de barbe à l'époque de la construction, la présence du Sphinx dans une carrière ayant servi à la construction de la pyramide de Khéops et les traits du visage sont caractéristiques du règne de ce dernier. D'après l'égyptologue Vassil Dobrev, Djédefrê (fils de Khéops et frère de Khéphren qui régna entre ces deux pharaons) pourrait être le constructeur du Sphinx de Gizeh à la gloire de son père (à moins qu'il n'ait fait que restaurer sa tête). Par ailleurs, des inscriptions sur les dalles qui recouvraient des fosses sur le côté sud de la pyramide de son père Khéops indiquent que c'est Djédefrê qui aurait également fait démonter et enfouir les barques solaires dans ces fosses, pour que celui-ci puisse voyager dans l'autre monde.

### Estimation climatologique
En 1990, une équipe de quatre scientifiques, comprenant le géophysicien Thomas L. Dobecki et le géologue Robert Schoch de l'université de Boston a démontré que les traces d'érosion sur le Sphinx (hormis la tête qui aurait été retaillée vers -2500) et ses murs d'enceinte sont plus importantes que celles des monuments avoisinants, telles les pyramides.
De son enquête sur la géologie de l'enceinte, Robert Schoch a conclu que le principal type d'altération sur les murs de l'enceinte du Sphinx était causé par des pluies prolongées et étendues. Selon Schoch, la région a connu une pluviométrie annuelle moyenne d'environ 2,5 cm depuis l'Ancien Empire (vers 2686-2134 av. J.-C.), de sorte que, puisque la dernière période de précipitations importantes de l'Égypte s'est terminée entre la fin du quatrième et le début du troisième millénaire av. J.-C., la construction du Sphinx doit dater du 6e ou 5e millénaire avant J.-C..
Le Sphinx présente, en plus de traces de météorisation par le sable, de profondes traces verticales d'érosion par des ruissellements temporaires. Ceci est avancé comme argument pour une datation plus ancienne de sa création, comme l'estime David Coxill.
Cependant les climatologues Rudolph Kuper et Stefan Kröpelin (en) estiment à l'inverse que l'aridification du climat serait plus tardive qu'originellement estimé (autour de -2600 au lieu de -4000) et que la thèse de la construction du Sphinx vers -2500 ne serait ainsi pas en désaccord avec l'état de la pluviométrie à cette époque.

## Ensablement et dégradation

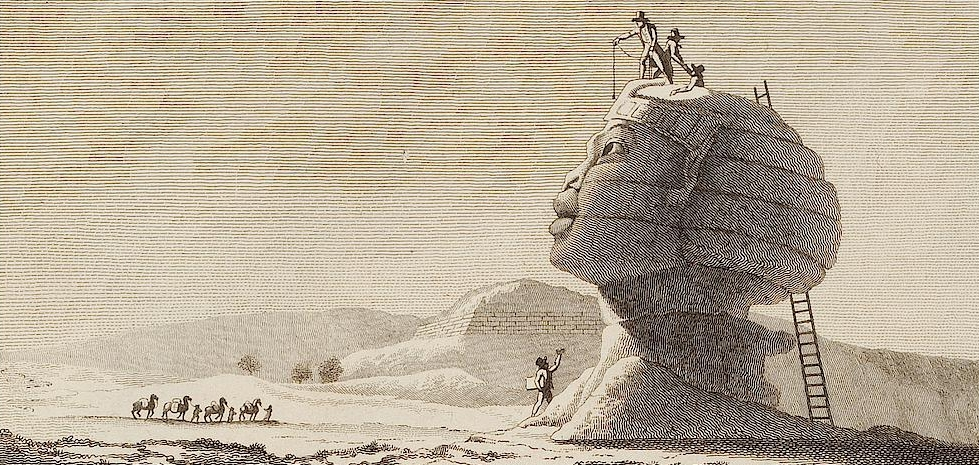
Le Sphinx, vers 1798, d'après un dessin de Dominique Vivant Denon.

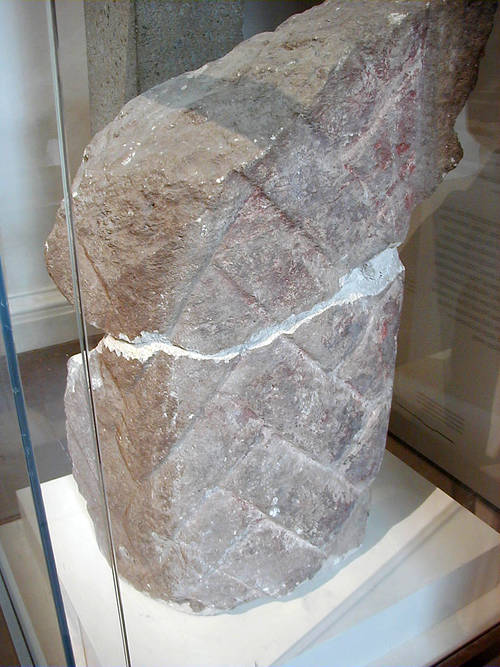
Fragments en pierre calcaire de la présumée barbe du sphinx, British Museum.

Le temps a gravement abîmé le grand Sphinx, en particulier à cause de l'érosion éolienne de la tête, et de l'érosion en majorité hydraulique sur le corps et aux alentours qui était recouvert de sable, sable qui s'amoncelle constamment et qui a provoqué les « vagues » qui recouvrent maintenant tout le corps. Plusieurs fois, le Sphinx a dû être désensablé. De plus, le calcaire constitutif (calcaire marin de faible profondeur contenant parfois d'abondants coraux et stromatoporoïdés) contient du sel qui se dissout lorsque la nappe phréatique sous le Sphinx remonte, et qui, arrivée en surface, l'effrite. Les infiltrations s'accélèrent avec les activités humaines modernes (construction d'une station d'épuration, de pont et de routes qui ont fait monter le niveau de la nappe).
Le site, attaché à la capitale Memphis, est abandonné, à la chute de l'Ancien Empire, pendant dix siècles, le pouvoir s'étant installé dans la nouvelle capitale Thèbes. C'est à l'avènement du Nouvel Empire que les pharaons reviennent occuper les palais royaux de Memphis et font déblayer le site de Gizeh. Thoutmôsis IV fait désensabler le Sphinx une première fois. Il est à nouveau ensablé car l'historien Hérodote ne le mentionne pas. Sous les règnes de Tibère, Néron et Marc Aurèle, les stratèges et préfets d'Égypte le font à nouveau désensabler et réparer les murs d'enceinte qui l'entourent, puis, à l'occasion de la visite de Septime Sévère, ils font aménager un pavement. Après la chute de l'Empire romain, le monument est de nouveau progressivement ensablé mais sa tête reste émergée. Le Sphinx inspire la crainte et il est surnommé « Abou al Hôl » (le Père la Terreur) par les Arabes.
À partir de 1816, Giovanni Battista Caviglia, financé par des Anglais, réalise des fouilles à l'occasion d'un désensablement du Sphinx. En 1817, il met au jour entre ses pattes les yeux et la bouche du cobra de l'uræus ainsi que la barbe de cérémonie dont des fragments se retrouvent dans le British Museum (fragment de barbe tressée hauteur totale réunie de 78,7 cm et 38 cm de largeur) et le Musée du Caire. Cette barbe est probablement un ajout tardif lorsque le Sphinx était vénéré sous le nom d'Harmakhis lors de la période du Nouvel Empire. Selon Vassil Dobrev et Zahi Hawass, il n'y en a aucune trace sur le menton, ce qui suggèrerait qu'elle y était juste accolée et qu'elle était soutenue par la statue royale d'Amenhotep II installée sur un piédestal. Auguste Mariette entreprend de le dégager en 1853, mais ne parvient à mettre au jour que les pattes et la stèle. Ces éléments ne restent pas longtemps déblayés : entre 1925 et 1936, Émile Baraize doit réaliser un nouveau désensablement, à l'occasion duquel est restauré le Sphinx (ciment posé au niveau du cou pour supporter la tête, comblement des fissures, phase IV de restauration).
Une partie de l'épaule droite s'étant effondrée en 1988, son cou est fragilisé. Des travaux pour sauver le Sphinx ont lieu dès 1989 (phase VI), succédant à une campagne de restauration catastrophique (phase V de 1955-1987) menée par le Conseil suprême des Antiquités égyptiennes. Durant cette campagne, les restaurateurs avaient retiré les pierres de l'Ancien Empire et des briques romaines, et plaqué de grandes pierres qui ressemblent à celles du Nouvel Empire. Or, le ciment employé avait rongé la roche du Sphinx selon Zahi Hawass, alors directeur général des antiquités du plateau de Gizeh.
La dernière opération de restauration du Sphinx menée par Zahi Hawass à partir d'avril 2006 a eu pour objectif de rectifier les erreurs des précédentes restaurations, notamment par l'usage de mortier naturel (à base de chaux et de sable), mais elle soulève également des controverses, telle l'application sur les pattes d'un placage de blocs de calcaire blanc assemblés avec régularité, procédé n'ayant jamais été utilisé par les Égyptiens de l'Antiquité.

## Origine de la mutilation nasale

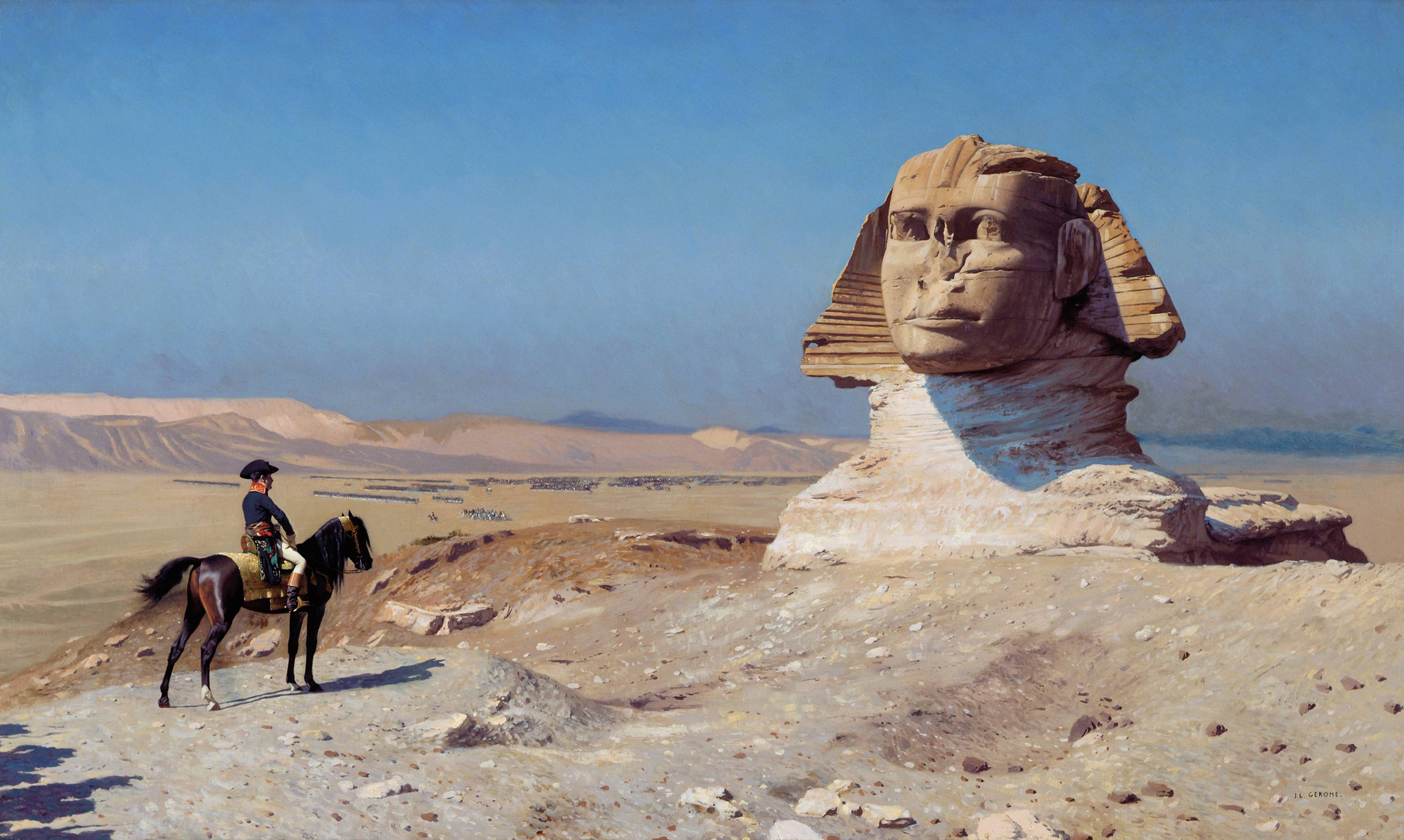
Bonaparte devant le Sphinx (Jean-Léon Gérôme, 1868).

La légende voulait que le nez du Sphinx ait été détruit par un boulet de canon mal tiré des soldats de Bonaparte lors de la campagne d'Égypte. Quand on connaît le travail effectué par Bonaparte pour répertorier toutes les manifestations artistiques d'Égypte, on se rend compte du caractère purement légendaire de ces affirmations.
Les historiens ont longtemps considéré que les responsables de la mutilation du nez du Sphinx étaient les Mamelouks, qui ont occupé l'Égypte pendant plusieurs siècles avant d'être battus par les troupes de Bonaparte. Des gravures datant d'avant la campagne d'Égypte montrent d'ailleurs le Sphinx dépourvu de son nez, ce qui confirme que la mutilation a précédé l'arrivée des soldats français.
En 1980, l'historien allemand Ulrich Haarmann, s'appuyant sur les témoignages de plusieurs auteurs arabes du Moyen Âge (comme Rashidi et Ahmad al-Maqrîzî qui décrit le  Sphinx comme le « talisman du Nil » favorisant la saison des inondations), a révélé que le visage du Sphinx fut endommagé en 1378 par Mohammed Sa'im al-Dahr, un soufi iconoclaste originaire du khanqah de Sa'id al-Su'ada qui voulait détruire ce qu'il considérait comme une idole païenne (les paysans égyptiens faisaient des offrandes à cette idole pour favoriser leurs récoltes), s'attaquant (tout seul) en particulier au nez et aux oreilles. Mohammed Sa'im al-Dahr fut pendu pour vandalisme et sa dépouille brûlée par ces mêmes paysans égyptiens, devant le Sphinx.
L'étude archéologique complète effectuée par l'archéologue Mark Lehner, montre des traces très nettes de destruction par outil (fissure au niveau de la racine du nez et entaille près du bord externe de la narine gauche) à une époque qui se situerait entre le IIIe et le Xe siècle[réf. souhaitée]. Le nez n'a pas été retrouvé bien que des rumeurs infondées prétendent qu'il est aussi au British Museum.

### Évocations artistiques
La destruction du nez du Sphinx est souvent expliquée de manière fantaisiste.
Dans la bande dessinée française Astérix et Cléopâtre, écrite en 1963 (puis ses adaptations au cinéma), le nez est détruit par Obélix qui tente de grimper sur le Sphinx pour profiter de la vue.
Au cinéma, plusieurs dessins animés américains expliquent aussi ce détail à leur manière :
- Dans Aladdin, produit par les studios Walt Disney Pictures en 1992, un tailleur est surpris de voir Aladdin et la princesse Jasmine sur le tapis volant, et détruit accidentellement le nez.
- Dans le dessin animé américain Le Prince d'Égypte produit par DreamWorks en 1998, Moïse et son frère Ramsès II percutent le nez du Sphinx pendant leur course en char et le nez manque de les tuer en dégringolant tout le long de son échafaudage.
- Dans le dessin animé américain Scooby-Doo au pays des pharaons sorti directement en vidéo en 2005, c'est Sammy qui aurait cassé le nez du Sphinx en lançant un feu d'artifice géant qui a dévié de sa trajectoire et atterri sur le Sphinx.

Même postérité dans les séries télévisées d'animation :
- Dans la série américaine Les Simpson, le dixième épisode de la vingt-deuxième saison, Faux Amis, montre Bart faisant éclater le nez du Sphinx pendant une partie de balle aux prisonniers.
- La série Les Lapins crétins montre, dans l'épisode Les lapins crétins voyagent dans le temps, les lapins qui dérangent l'ouvrier égyptien occupé à sculpter le nez du Sphinx, lui faisant ainsi faire un faux mouvement qui casse le nez.

## Spéculations fantaisistes

### Le Sphinx comme sanctuaire d'Anubis

Plan du plateau de Gizeh.

Une nouvelle théorie tendrait à rapprocher Anubis et le Sphinx de Gizeh : en 2009, Robert et Olivia Temple publient un livre intitulé The Sphinx Mystery dans lequel ils avancent qu'à l'origine, le Sphinx était probablement une monumentale représentation du dieu Anubis taillée dans la roche pendant l'Ancien Empire.
Les auteurs s'appuient sur les éléments suivants : 
- la disproportion entre la tête très petite par rapport au corps du Sphinx, et le corps à dos plat très différent du corps d'un lion tel qu'il est représenté traditionnellement dans l'Égypte antique et plus proche de celui d'un chien ;
- le fait que le Sphinx a été taillé sous le niveau moyen du sol, entouré d'un fossé, plutôt que positionné sur un promontoire ;
- le corps du Sphinx très érodé, avec des stries profondes et horizontales, comme celles faites habituellement par de l'eau, alors qu'il a passé de nombreux siècles enseveli, donc protégé de l'érosion ;
- la tête quant à elle beaucoup moins usée par l'érosion, alors que davantage soumise aux tempêtes de sable ;
- le fossé dans lequel est positionné le Sphinx comporte quant à lui des traces verticales d'érosion jamais expliquées à ce jour mais qui pourraient être le résultat d'années de travail à retirer le sable du fossé ;
- un temple qui existait juste devant le Sphinx, dont l'usage reste encore inexpliqué, sauf potentiellement à retenir l'eau des fossés ;
- enfin, la parfaite intégration du volume du Sphinx actuel dans l'enveloppe d'Anubis sous forme canine, mis à l'échelle et toutes proportions gardées, cette fois-ci.

Sur la base de l'analyse du Sphinx lui-même et des textes anciens, ils concluent que les eaux du Nil parvenaient jusqu'aux pieds de celui-ci, lors des crues annuelles, et qu'un système d'écluses permettait de remplir d'eau le fossé entourant le Sphinx, alors représentation du dieu Anubis. Détérioré pendant la Première Période intermédiaire, son visage actuel aurait été retaillé pendant le Moyen Empire pour représenter le pharaon Amenemhat II dans ce qui restait du cou d'Anubis,.

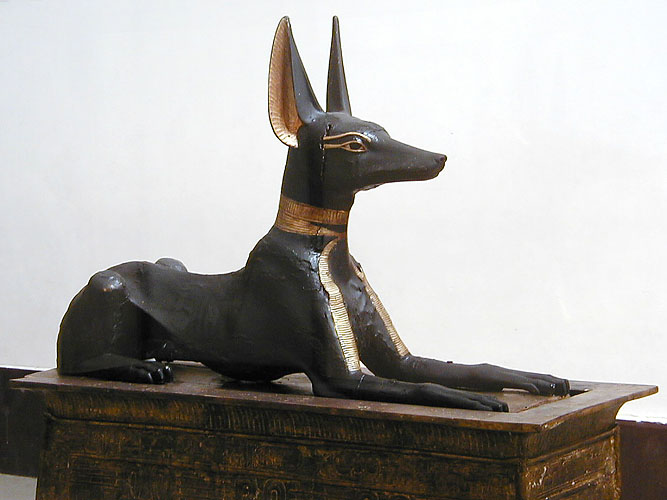
« Anubis sur ses secrets », coffre du roi Toutânkhamon.
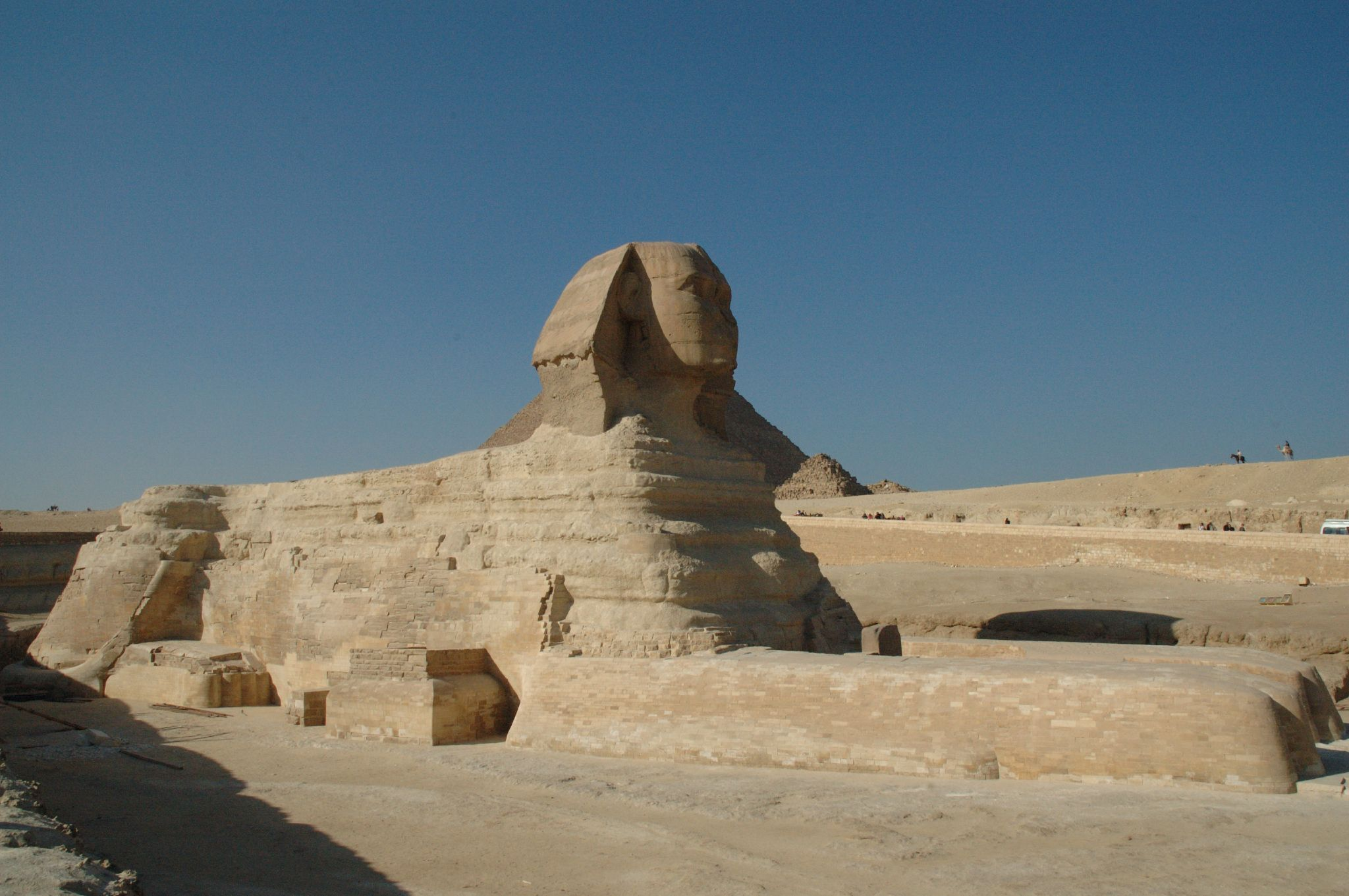
Le Sphinx de Gizeh, sous un angle de vue similaire.
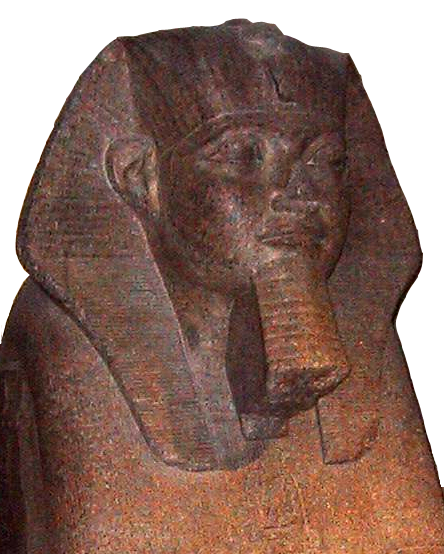
Amenemhat II.
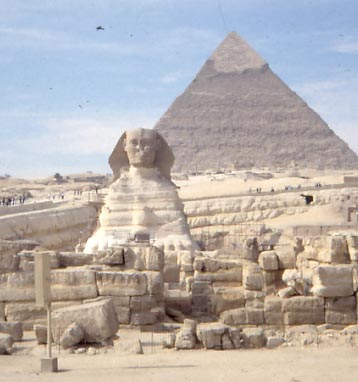
Ruines du temple faisant face au Sphinx.

### Le Sphinx comme gardien des archives
Le Sphinx est un thème récurrent des écrivains mystiques et des partisans de la pensée magique depuis le XIXe siècle, à l'instar des théories pseudo-scientifiques sur la destination de la pyramide de Khéops, théories relancées lors des travaux d'excavation initiés par l’égyptologue français Émile Baraize au cours du désensablement de 1926, Baraize découvrant des cavités (qui sont en fait des cul-de-sac et non des tunnels) sous la croupe du Sphinx, entre ses pattes et sur le dos, qu’il explore avant d’en condamner l’entrée. Ainsi selon Edgar Cayce, le Sphinx aurait été construit à une époque antédiluvienne puis la civilisation de l'Atlantide y aurait laissé des enregistrements contenant toute l'histoire de l'humanité dans la « salle des archives », chambre souterraine accessible à partir de la patte droite du Sphinx. Selon l'ésotériste Omraam Mikhaël Aïvanhov, des tunnels relieraient les pyramides au Sphinx, ces grands monuments abritant des salles souterraines où s'effectuaient l'enseignement d'écoles initiatiques. Ces théories ont été infirmées par des sondages infructueux à la foreuse, ou des sondages sismographiques qui mettent en évidence sous le Sphinx non des chambres secrètes mais des cavités souterraines ou dans son flanc des tombes creusées ultérieurement à sa construction, lorsqu'il était ensablé. Ces hypothèses ont été relancées en février 2000 lorsque des égyptologues découvrent l'entrée d'un système de galeries souterraines sous le plateau de Gizeh, des puits menant à des salles faisant office de caveaux (salles avec des niches contenant des sarcophages d'aristocrates datés de -500, un des sarcophages abritant le tombeau symbolique d'Osiris) et un système de tunnels semblant d'un côté conduire au Sphinx, de l'autre à la Grande Pyramide,.

## Galerie

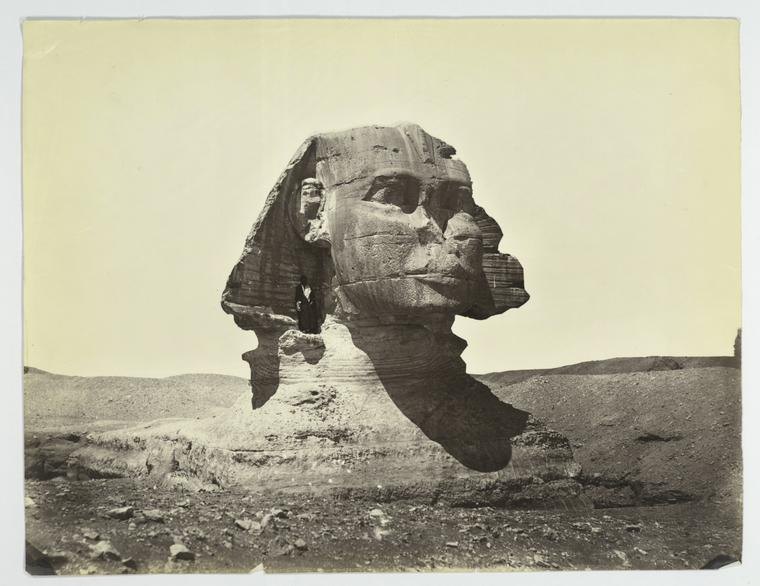
Sphinx ensablé, non rénové (1867).
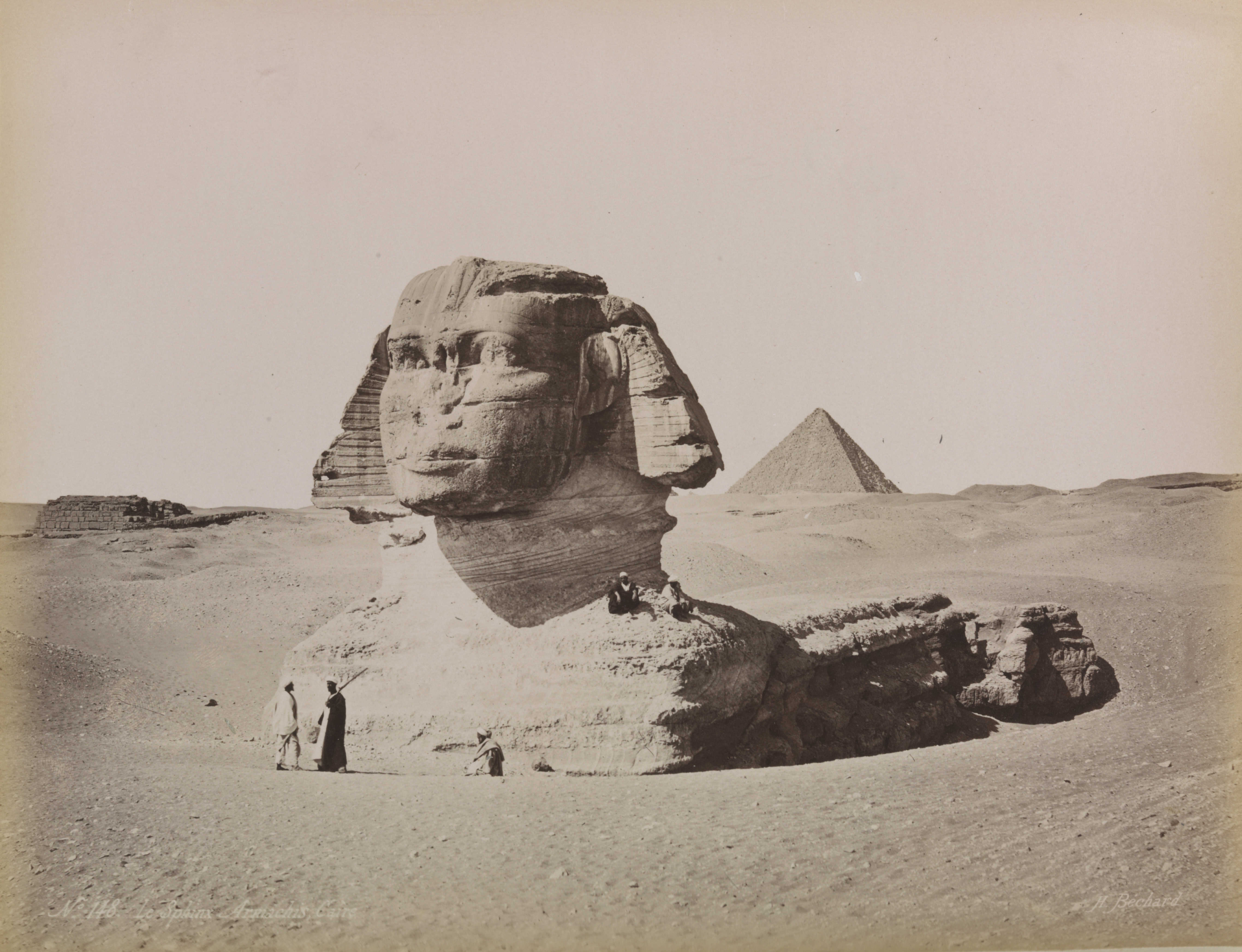
Sphinx partiellement désensablé (vers 1870).
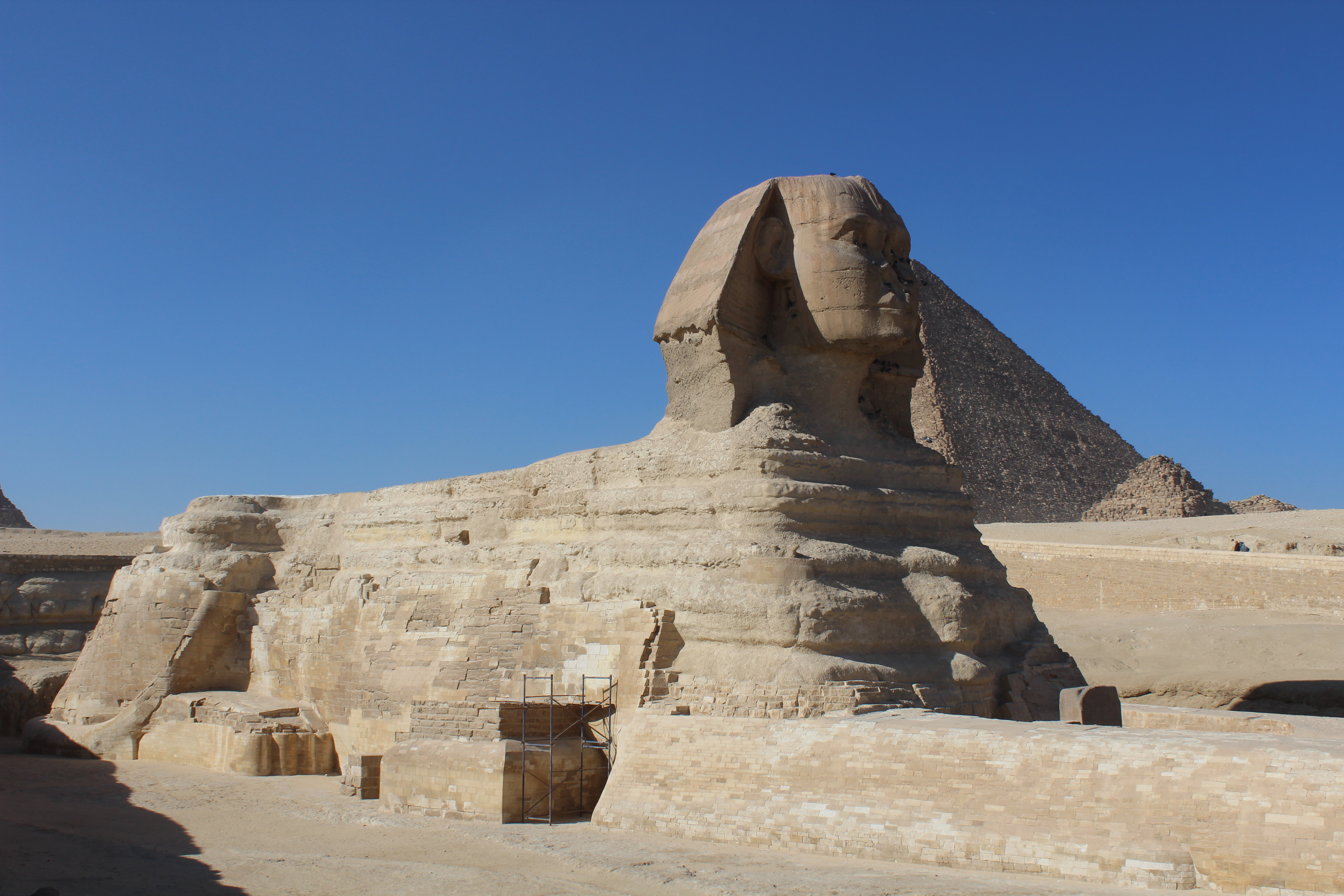
Le Sphinx côté sud dont les maçonneries révèlent cinq campagnes de restauration majeures depuis Thoutmôsis IV (-1400, -600, -30, 1925 et 1980)[34].
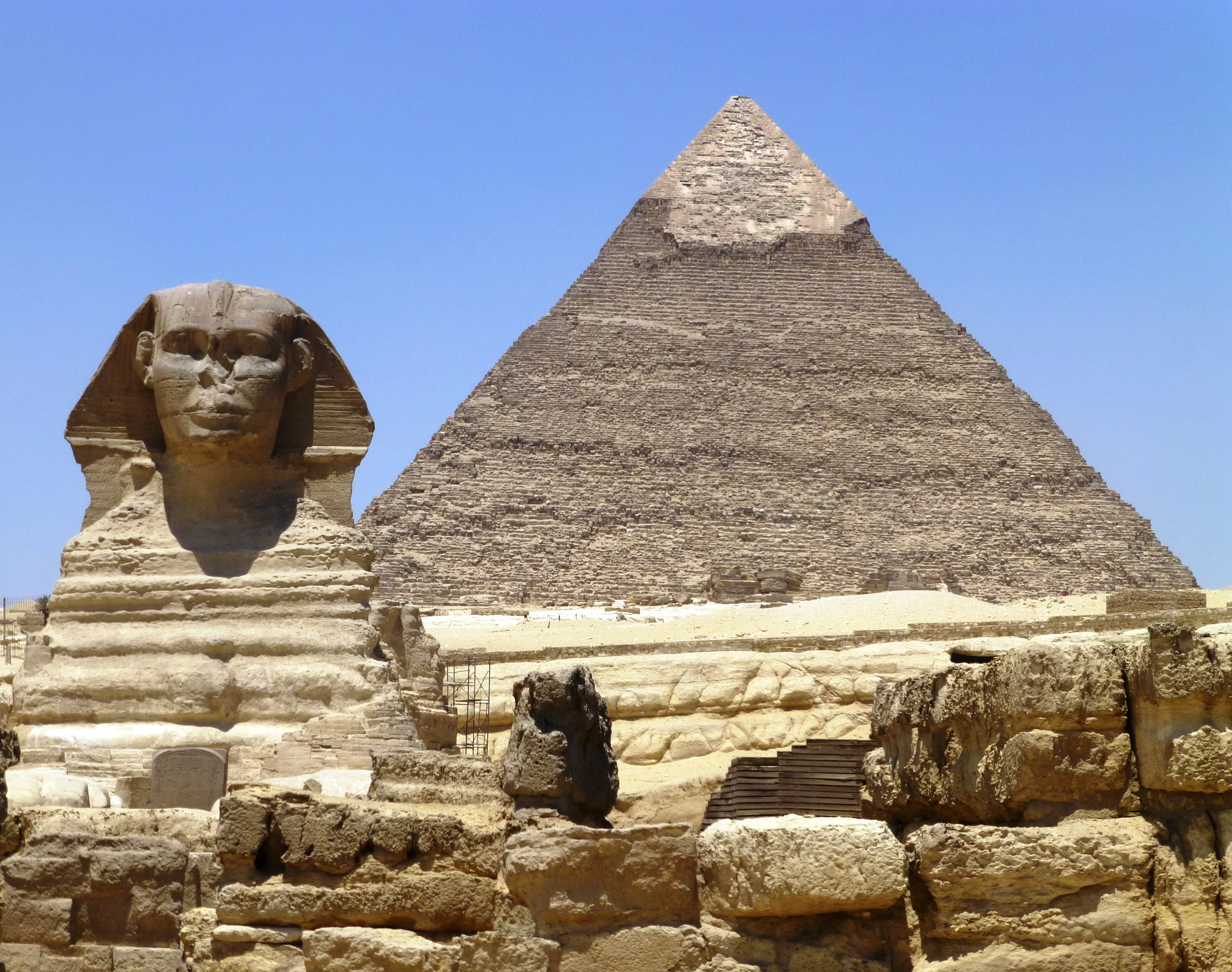
Le Sphinx devant la pyramide de Khéphren.
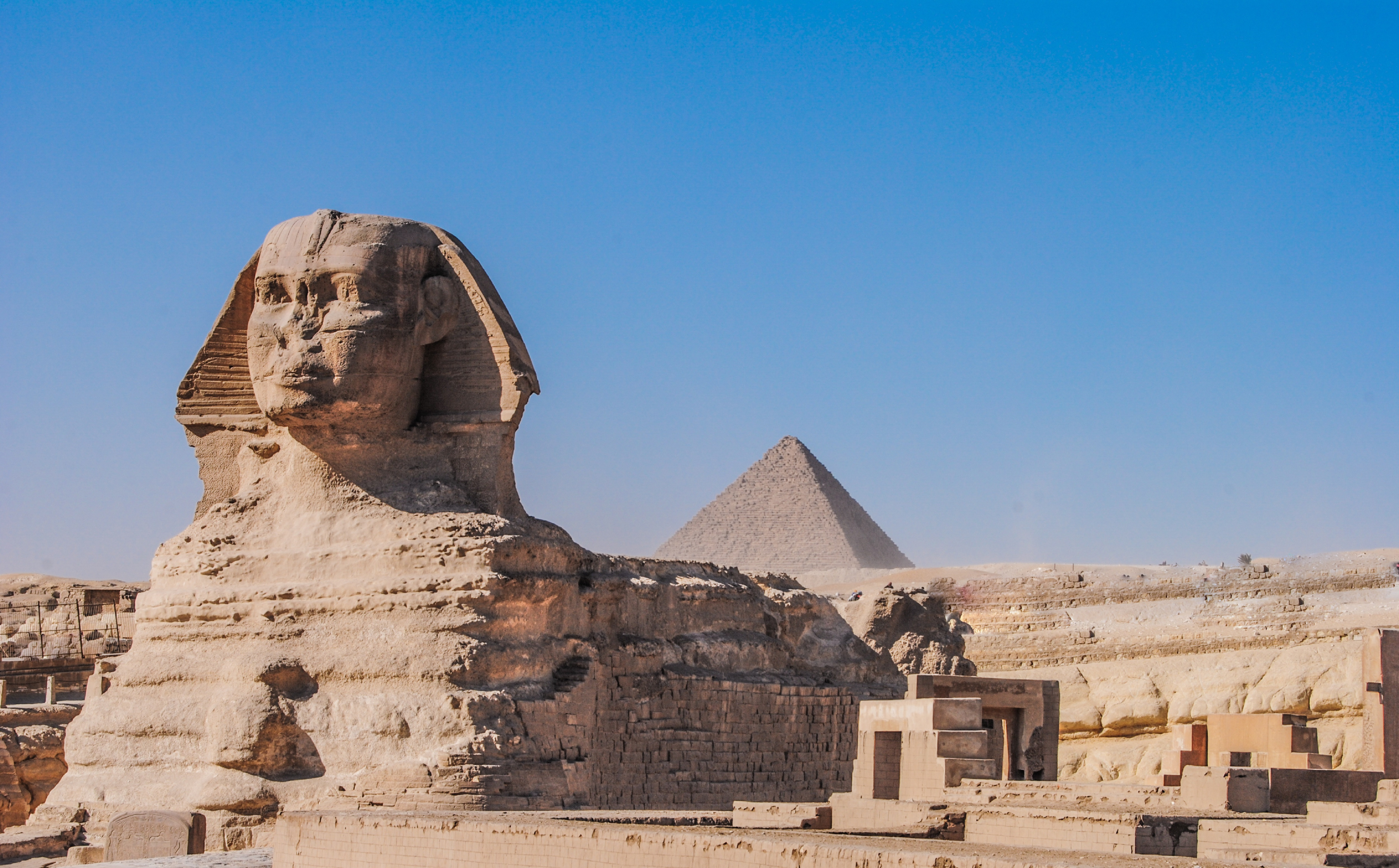
Le Sphinx vu du côté nord.
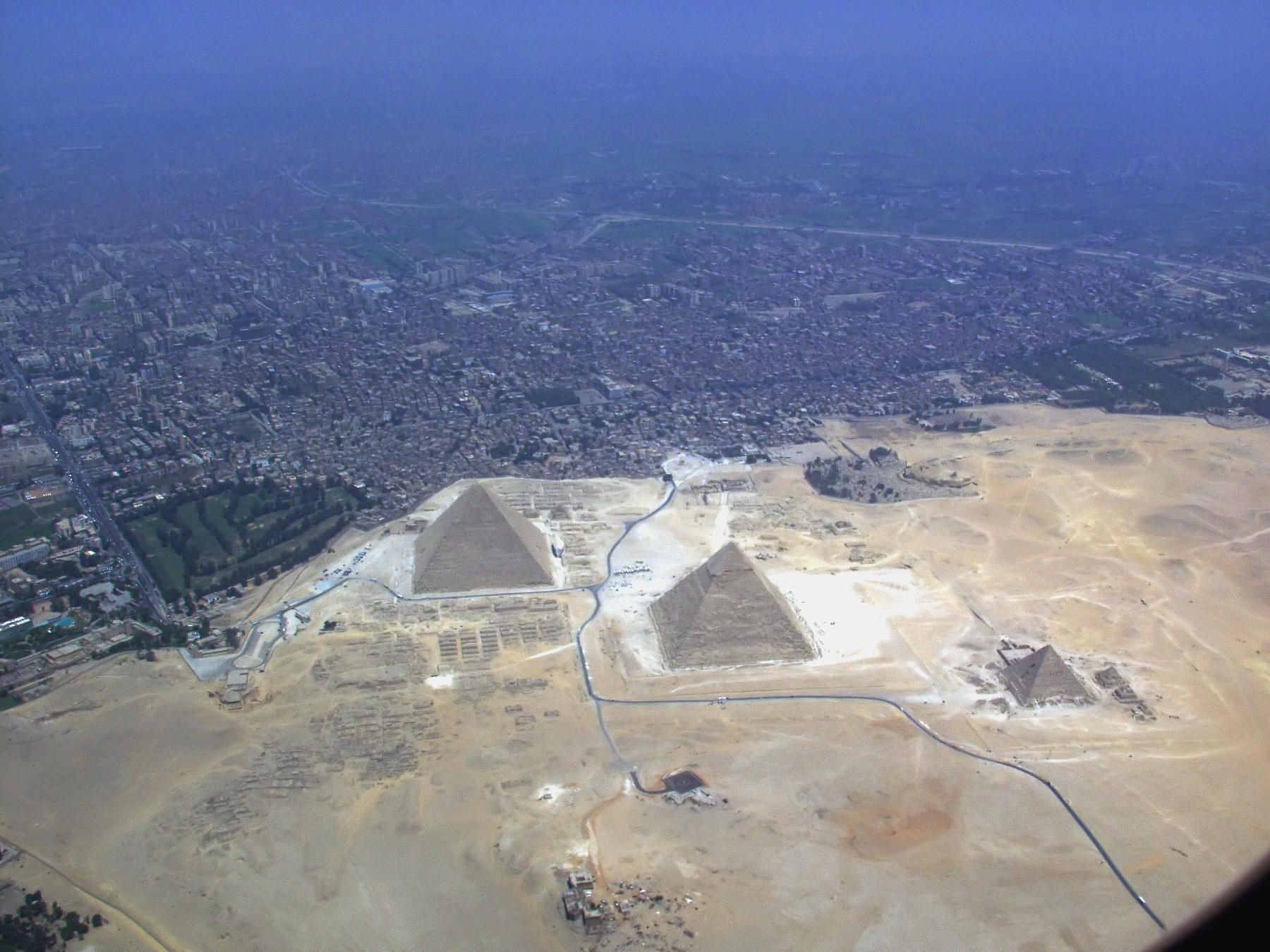
Vue aérienne du Sphinx à l'orée de la ville de Gizeh.
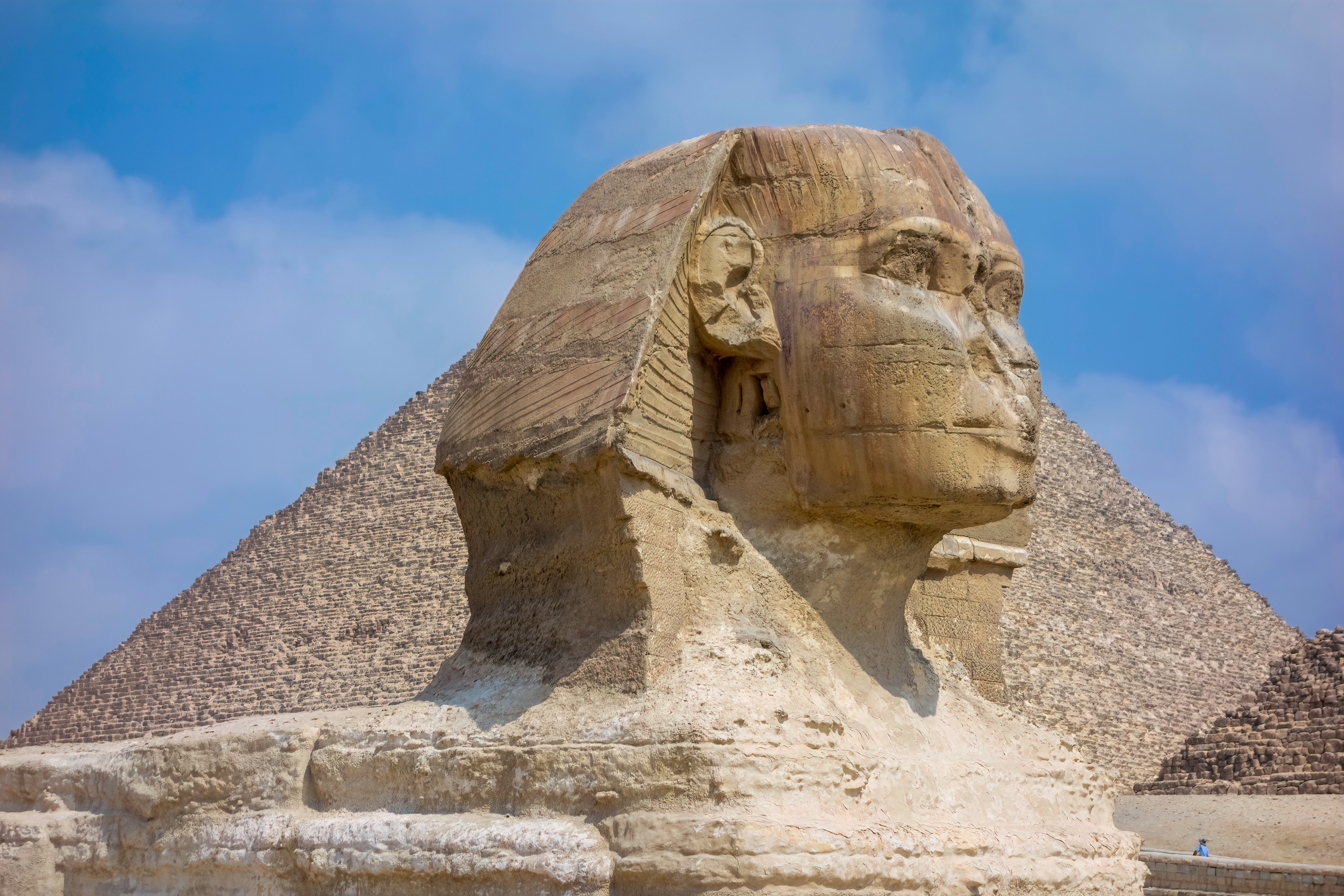
Le Sphinx en perspective de la pyramide. Mai 2023.
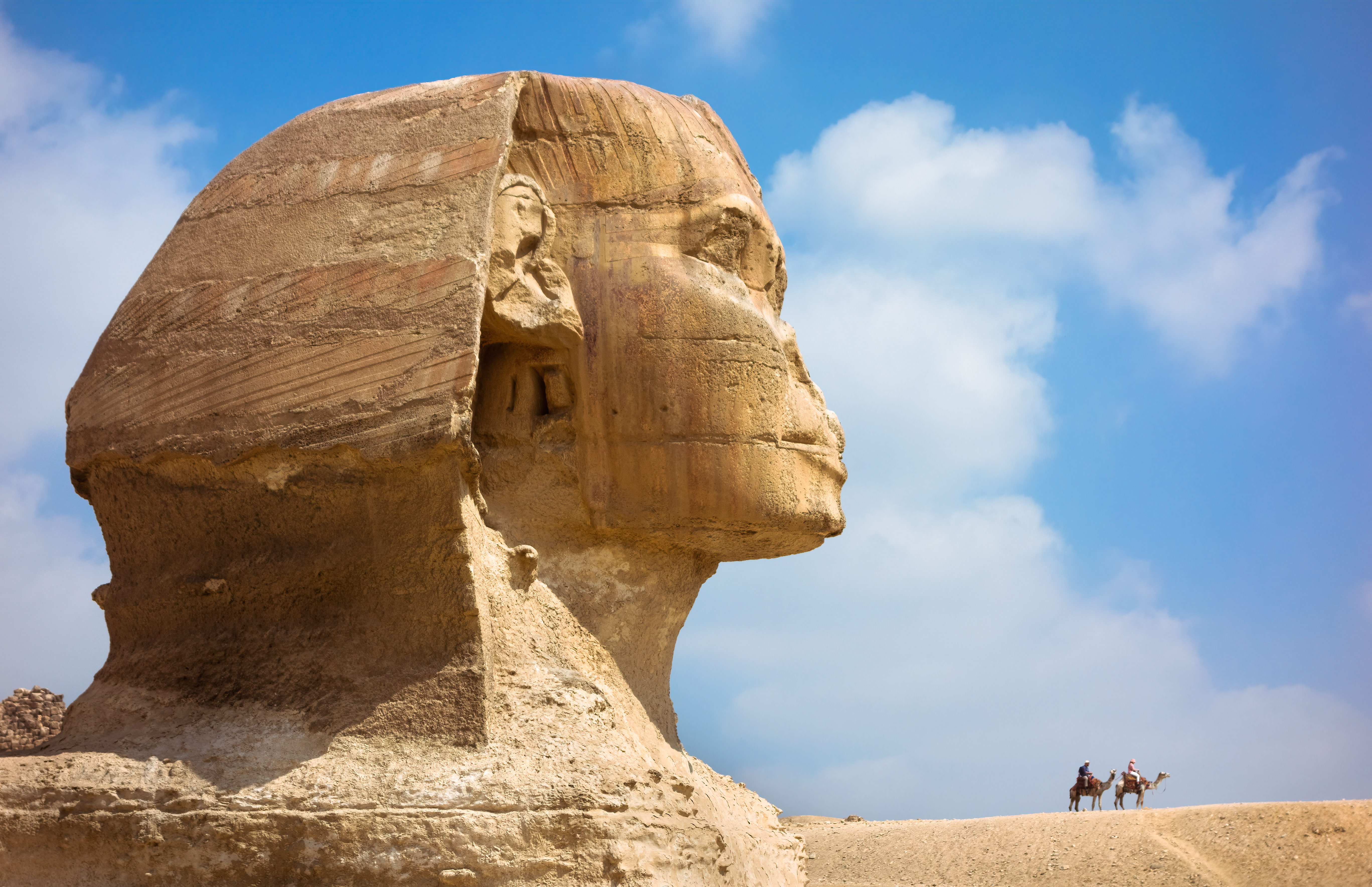
Le Sphinx dans le ciel. Mai 2023.

### Filmographie
- Les Énigmes du Sphinx, film documentaire de Gary Glassman et Christine Le Goff, France, 2010, 60' Attention: Gary Glassman est cinéaste et Christine Le Goff, productrice. Ce ne sont pas des références scientifiques en elles-mêmes, mais leurs sources peuvent être scientifiques. C'est ce qu'il faudrait indiquer, au fil des références mentionnées dans l'article.
- La face cachée du Sphinx, film documentaire de Barny Revill, Grande-Bretagne, 2008, 55'  Attention: Barny Revill est un réalisateur et non un scientifique.